# Gesenk

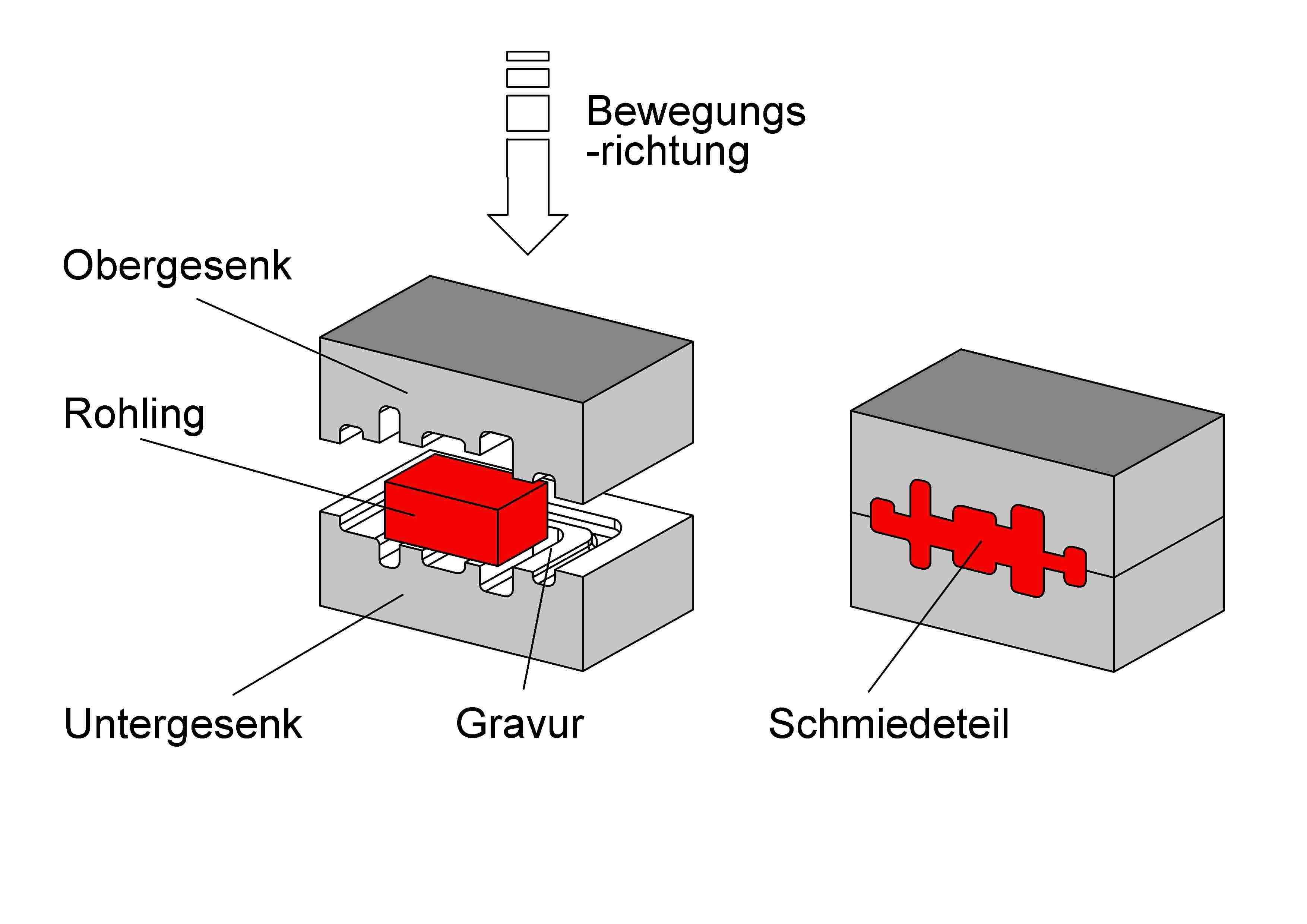
Gesenk

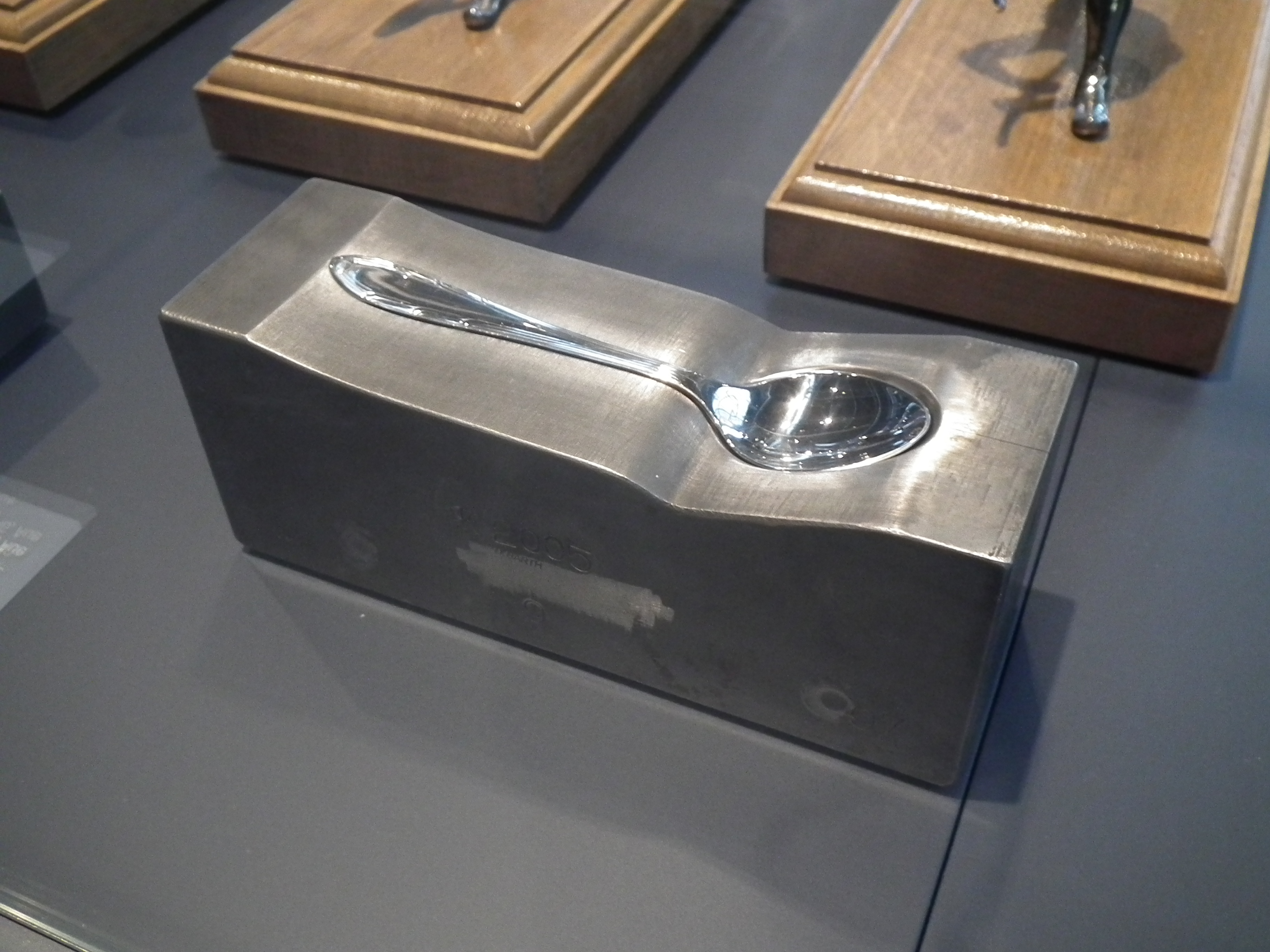
Untergesenk für einen Löffel

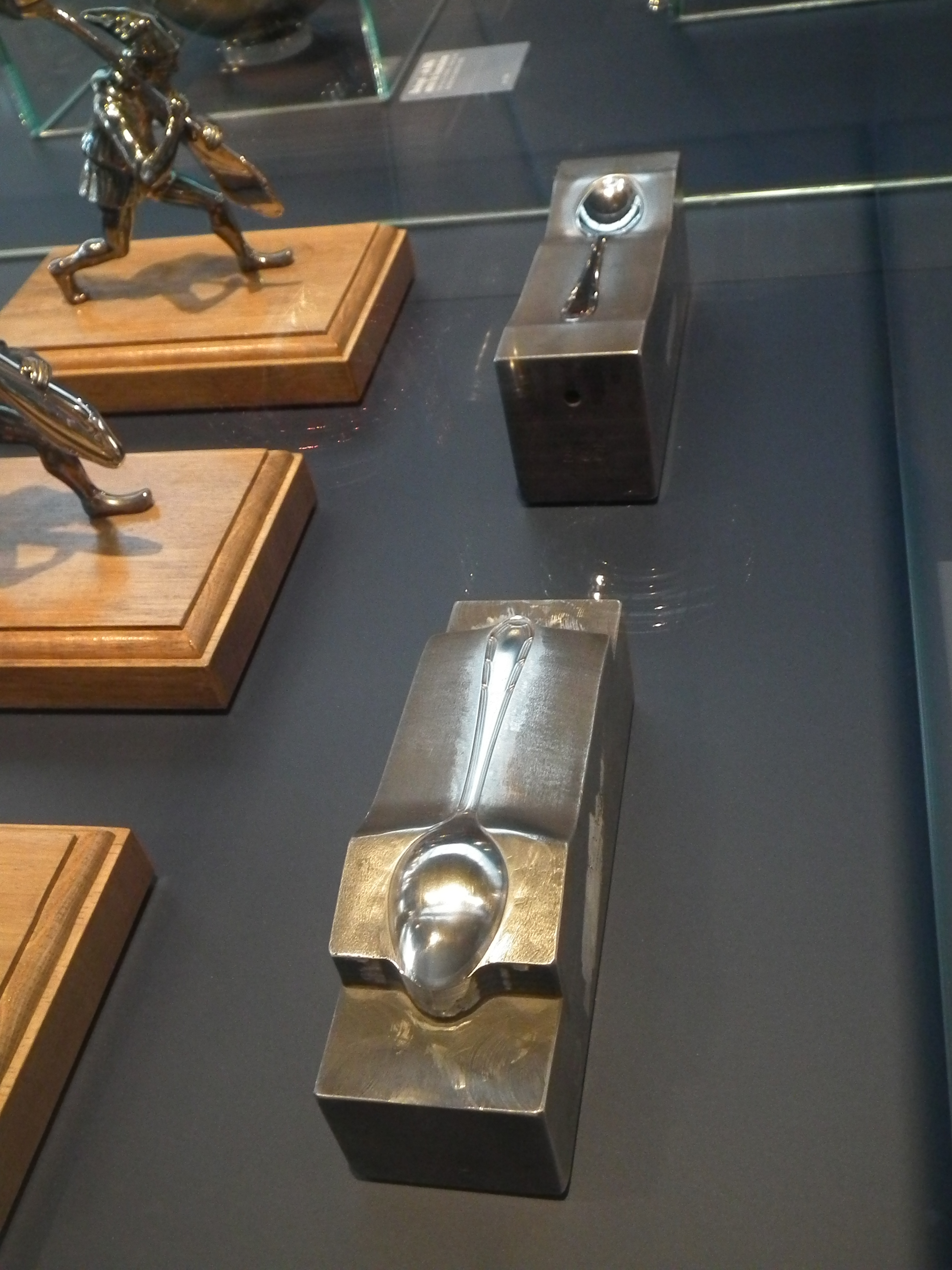
Unter- und Obergesenk für einen Löffel

Gesenke sind Werkzeuge zur umformenden Bearbeitung, welche die Kavität (Negativform) wenigstens eines Teils des Werkstücks enthalten.

## Gesenkschmieden
Als Gesenk wird beim Gesenkschmieden ein Umformwerkzeug in Gestalt einer mindestens zweiteiligen Hohlform aus warmfestem Werkzeugstahl verstanden. Gesenke werden beim Schmieden unter mechanischen Schmiedehämmern wie Lufthämmer bzw. Schmiedepressen (hydraulische Presse) benutzt, traditionell auch durch den Kunstschmied z. B. durch einen Vorschlaghammer.
Die benötigte Geometrie des Schmiedestücks wird in Form einer geteilten Gravur in die beiden Hälften des Gesenkes eingebracht. Die genaue Form dieser Gravur ergibt sich aus der Form des zu schmiedenden Teils, dem Materialfluss, dem entstehenden Grat am Schmiedestück und anderen technologischen Erfordernissen.
Stand der Technik ist die vorherige Simulation des Schmiedevorganges mit Hilfe einer Simulationssoftware, um mögliche Fließfehler (z. B. Überfaltungen im Material) oder Unterfüllungen direkt bei der Gestaltung der Gravuren des Gesenkes zu erkennen und zu verhindern.
Die Fertigung des Gesenkes erfolgt auf modernen CNC-gesteuerten Werkzeugmaschinen (HSC-Fräsmaschinen oder Funkenerodiermaschinen).

## Biegen
Beim Biegen eines Blechteils auf einer Gesenkbiegepresse wird das Werkstück in das V-förmige Gesenk gepresst. Eine genaue Beschreibung der Verfahrensvarianten ist im Artikel Biegen enthalten.